# Joyce Johnson
Joyce Johnson, rodným příjmením Glassman, (* 27. září 1935 New York) je americká spisovatelka.

## Život a dílo
Pochází z židovské rodiny a vyrůstala v manhattanské čtvrti Morningside Heights. Svůj první román Come and Join the Dance vydala v roce 1962 (pracovala na něm již ve druhé polovině padesátých let). Později vydala další dva romány, Bad Connections (1978) a In the Night Cafe (1987). Poté vydala knihu investigativní žurnalistiky What Lisa Knew: The Truths and Lies of the Steinberg Case (1989). Dlouhodobě přednášela na Kolumbijské univerzitě.
Koncem padesátých let chodila se spisovatelem Jackem Kerouacem. O tomto období později napsala knihu Minor Characters (1983). V roce 2002 vyšla sbírka jejich korespondence pod názvem Door Wide Open: A Beat Love Affair in Letters, 1957–1958. V roce 2004 vydala memoáry Missing Men a roku 2012 Kerouacův životopis The Voice Is All: The Lonely Victory of Jack Kerouac (příběh končí několik let předtím, než jej potkala). V Kerouacově knize Andělé pustiny (1965) je ztvárněna pod jménem Alyce Newman.
Krátce byla vdaná za abstraktního malíře Jamese Johnsona, který zahynul při nehodě na motocyklu. Jejím dalším manželem byl malíř Peter Pinchbeck, se kterým měla syna Daniela, který je spisovatelem.